# Louis Ménard
Pour les articles homonymes, voir Louis Ménard (ingénieur) et Ménard.
Louis-Nicolas Ménard, né le 19 octobre 1822 à Paris où il est mort le 9 février 1901, est un chimiste et homme de lettres français.

## Biographie
Louis Ménard naît le 19 octobre 1822 à Paris.
Ses neveu et nièce Émile-René Ménard et Louise Galtier-Boissiere sont artistes-peintres.
Condisciple de Baudelaire au lycée Louis-le-Grand, il entre ensuite à l'École normale (promotion 1842 Lettres). Peu après avoir publié en 1843 Prométhée délivré sous le pseudonyme de Louis de Senneville, il quitte soudainement les études littéraires pour se lancer dans la chimie. Il initie son ami Baudelaire à la confiture verte dans le grenier de l'appartement familial des Ménard, expérience qu'ils renouvellent avec d'autres intimes du grenier en participant sous contrôle médical aux réunions du « club des Haschischins ».
En 1846, il découvre le collodion. Sa découverte est présentée devant l'Académie des sciences, mais donne plus tard lieu à une méprise avec un Américain nommé Maynard, comme l'explique Jules Verne dans une note du chapitre IX de De la Terre à la Lune : « Dans cette discussion le président Barbicane revendique pour l'un de ses compatriotes l'invention du collodion. C'est une erreur, n'en déplaise au brave J.-T. Maston, et elle vient de la similitude de deux noms. En 1847, Maynard, étudiant en médecine à Boston, a bien eu l'idée d'employer le collodion au traitement des plaies, mais le collodion était connu en 1846. C'est à un Français, un esprit très distingué, un savant tout à la fois peintre, poète, philosophe, helléniste et chimiste, M. Louis Ménard, que revient l'honneur de cette grande découverte. »
À l'occasion de la révolution de 1848, qu'il soutient avec ferveur, il publie Prologue d'une révolution, février-juin 1848, qui lui vaut d'être menacé de prison et l'oblige à partir en exil à Londres puis à Bruxelles, exil au cours duquel il rencontre Karl Marx. Cette période le ramène à la poésie et à l'étude de l'Antiquité grecque. Revenu à Paris après l'amnistie de 1852, il publie un premier recueil de poèmes en 1855 dans lequel il essaye, comme son ami Leconte de Lisle, de faire revivre l'Antiquité. Conscient de ses limites, il se consacre à des études extrêmement poussées et sérieuses des sociétés et des religions antiques dont il tire deux importants ouvrages : La Morale avant les philosophes (1860) et Le Polythéisme hellénique (1863). Ces ouvrages sont commentés en particulier par les philosophes appartenant au courant du « nouveau criticisme » (Charles Renouvier et Henneguy notamment). Henneguy reproche à Ménard de sous-estimer les aspects sombres de la civilisation grecque : l'esclavage, l'ostracisme et, dans une moindre mesure, la place limitée accordée aux femmes. Changeant à nouveau d'intérêt, il se fait peintre pendant les années suivantes, et côtoie les peintres de l'École de Barbizon. Ses nouvelles poésies sont cependant publiées dans Le Parnasse contemporain. Bien que se trouvant à Londres en 1871, il n'en défend pas moins avec vigueur la Commune de Paris, sans en être inquiété. En 1876, il publie son livre le plus remarquable, les Rêveries d'un païen mystique, où se mêlent poésie mystique et philosophie, qui a une grande influence sur certains de ses contemporains qui décrivent Ménard comme l'homme le plus passionnément grec qu'on puisse imaginer (Maurice Barrès l'évoque longuement dans le premier chapitre de son Voyage à Sparte). Il devient en 1887 professeur à l'École des Arts décoratifs, et en 1895 professeur d'histoire universelle à l'Hôtel de Ville. Dans ses dernières années il essaye de réformer l'orthographe en la « simplifiant », et republia ses Poèmes et Rèveries d'un paien mistiqe (sic) en 1896.
Louis Ménard meurt le 9 février 1901 à Paris.

## Œuvres
- 1844. Sous le pseudonyme de L. de Senneville, il publie son premier recueil de poèmes, Prométhée délivré. Celui-ci fera l'objet de vives critiques de la part de Charles Baudelaire dans le périodique Le Corsaire-Satan paru le 3 février 1846.
- 1848. Sous le pseudonyme de Louis de Senneville, Prologue d'une révolution, février-juin 1848 ; rééd. en 1849, sous son vrai nom, Paris, Au Bureau du Peuple. Texte sur Gallica.
- 1855. Poëmes, E. Dentu. Texte sur Gallica ; deuxième édition augmentée, Charpentier, 1863. Texte sur Gallica.
- 1860. De sacra poesi Graecorum.
- 1860. De la morale avant les philosophes, thèse présentée à la Faculté des lettres de Paris, Firmin Didot. Texte sur Gallica.
- 1863. Du polythéisme hellénique, Charpentier. Texte sur Gallica.
- 1866. Hermès Trismégiste, traduction complète précédée d’une étude sur l’origine des livres hermétiques. Paris : Didier. 2e édition : Paris : Didier, 1867. Réédité aux éditions Guy Trédaniel, Paris, 2004. Texte sur Gallica. .
- 1872. Éros : étude sur la symbolique du désir, extrait de la Gazette des Beaux-Arts, livraisons d’octobre et novembre 1872, imprimerie de J. Claye, 1872. Texte sur Gallica.
- 1875. Catéchisme religieux des libres-penseurs, Hurtau. Texte sur Gallica.
- 1876. Rêveries d'un païen mystique, Lemerre. Texte sur Gallica ; deuxième édition, 1886. Texte sur Gallica ; rééd. avec orthographe révisée, voir 1895 ; rééd. 1911, édition définitive, augmentée de lettres et de pièces inédites et précédée d’une étude sur l’auteur par Roux de Maillou, Georges Grès et Cie, éditeurs. Aperçu sur books.google.fr.
- 1882. Histoire des anciens peuples de l'Orient, Delagrave.
- 1883. Histoire des Israélites d'après l'exégèse biblique, Delagrave.
- 1893. Études sur les origines du christianisme, Librairie de l'Art indépendant. Texte sur Gallica.
- 1894. Histoire des Grecs, s.n. (Delagrave), s.d.
- 1895. Lettres d’un mort: opinions d'un païen sur la société moderne, Librairie de l'Art indépendant. Texte sur Gallica.
- 1895. Poèmes et Rèveries d'un païen mistique, Librairie de l'Art indépendant.
- 1897. Les Oracles, Librairie de l'Art indépendant.
- 1898. Les Qestions (sic) sociales dans l'Antiqité (sic) : cours d'istoire (sic) universèle (sic), Librairie de l'Art indépendant. Texte sur Gallica.
- 1898. La Seconde Républiqe (sic) : cours d'istoire (sic) universèle (sic), Bibliothèque de la Plume.
- 1898. Symboliqe (sic) religieuse : Cours d'istoire (sic) universèle (sic). Texte sur Gallica.
- 1898. Le Cours royal inédit au Grand siècle, Picard & fils.
- 1901. Lavardin à travers le temps, Imprimerie Lebert, Montoire.